# Huaxtechi

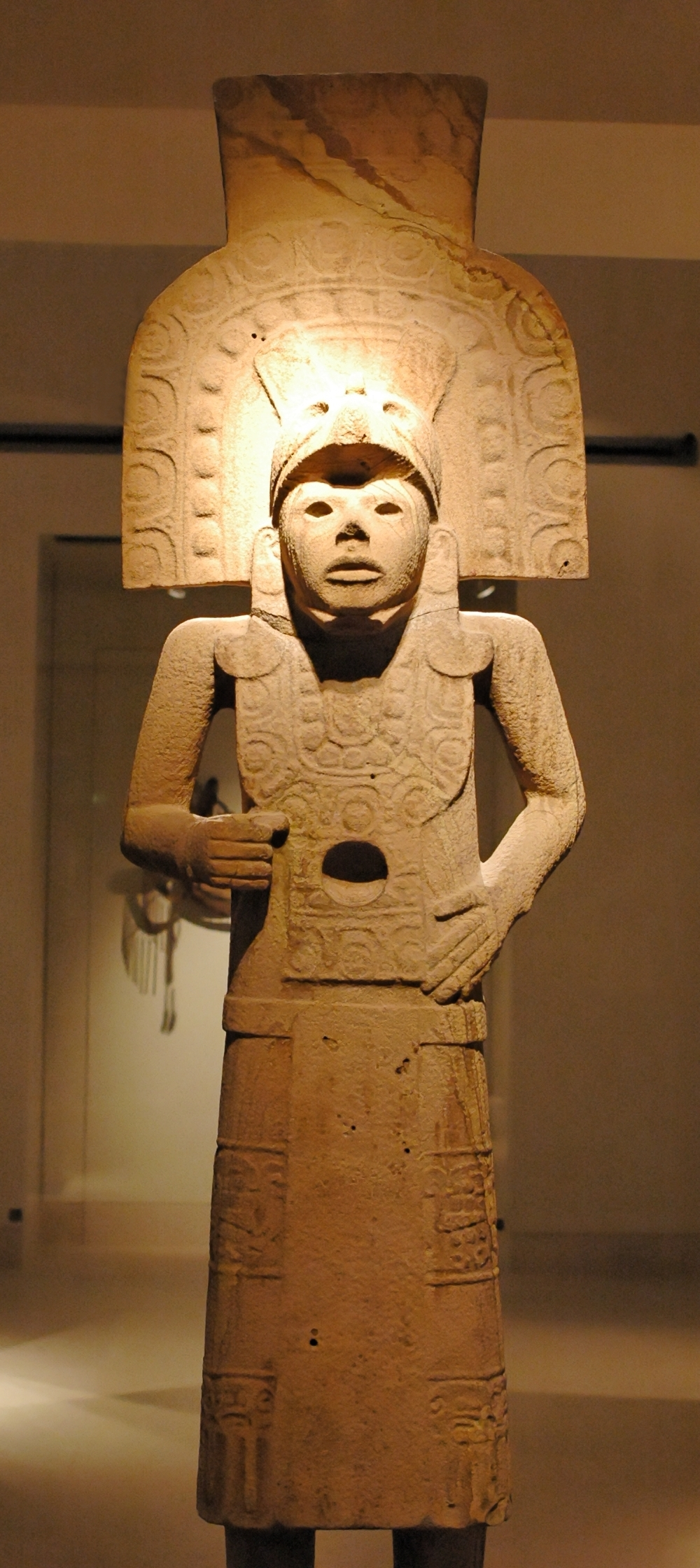
Statua huaxteca rinvenuta a Tampico (XIV-XVI sec.)

Gli Huaxtechi (o Huastechi) furono una popolazione indigena dell'odierno Messico nord-orientale.
Costruirono il loro regno sulle sponde del fiume Pánuco e lungo la costa del golfo del Messico. La città principale fu Tampico, che diventò nel tempo un discreto centro economico. Restarono comunque assoggettati al dominio azteco e non riuscirono ad imporre nessuna delle proprie arti e tecnologie. Erano dei valenti guerrieri, ma non ressero mai il confronto con la quadratura dell'esercito azteco. La struttura e l'architettura delle loro città fu imponente e maestosa, ma realisticamente più per motivi di glorificazione divina che per funzionalità. La scultura fu simile a quella olmeca per caratterizzazione - figure sacre o regali - e povertà dei materiali.
In base a numerosi studi, avvalorati anche dall'anomalia del ceppo non-nahuatl del loro idioma, gli Huaxtechi avrebbero viaggiato molto prima di raggiungere le regioni mesoamericane. La lingua huaxteca originale, infatti, non ha radice uto-azteca, ma appartiene alla famiglia delle lingue maya. La teoria è stata fortemente avvalorata dai ritrovamenti archeologici di alcune ceramiche lungo le rive del Pánuco, che gli studiosi fanno riferire a manufatti artistici rinvenuti in regioni maya. Gli Huaxtechi quindi si sarebbero separati dai Maya per raggiungere il nord del Messico non più tardi dell'anno 1000 a.C.
I principali siti archeologici huastechi sono:
- El Tamuín;
- Tancol;
- Las Flores;
- Castillo de Teayo;
- Agua Nueva;
- Yahualica.